# جورجو موجانی
جورجو موجانی (میلان، ۱۴ آوریل ۱۸۸۷ - لینو، ۳۰ ژوئن ۱۹۳۸) تصویرگر، طراح گرافیک، نقاش، مدیر ورزشی، پیشگام تصویرسازی تبلیغاتی، کاریکاتوریست، داور فوتبال ایتالیایی و مهم‌تر از همه مؤسس و بنیانگذار اصلی باشگاه فوتبال اینترناتزیوناله میلانو بود.

## زندگی‌نامه
او که از خانواده ای ثروتمند از بازرگانان میلانی بود، در آغاز قرن به وسیله خانواده اش به سوئیس و به کالج Institut auf dem Rosenberg در سنت گالن فرستاده شد، جایی که برای مسئولیت‌های آینده خود آموزش دید و دقیقاً در همین کشور بود که جرقه شور و اشتیاق به بازی فوتبال در او زده شد که این هنرمند را در طول زندگی خود همراهی می‌کرد. در سال ۱۹۰۴، تیم محلی سنت گالن، که موجانی از طرفداران آن شده بود، قهرمانی فوتبال سوئیس را به دست آورد و این رویداد شور و شوق دانش آموز جوان را برای این بازی بیشتر کرد.

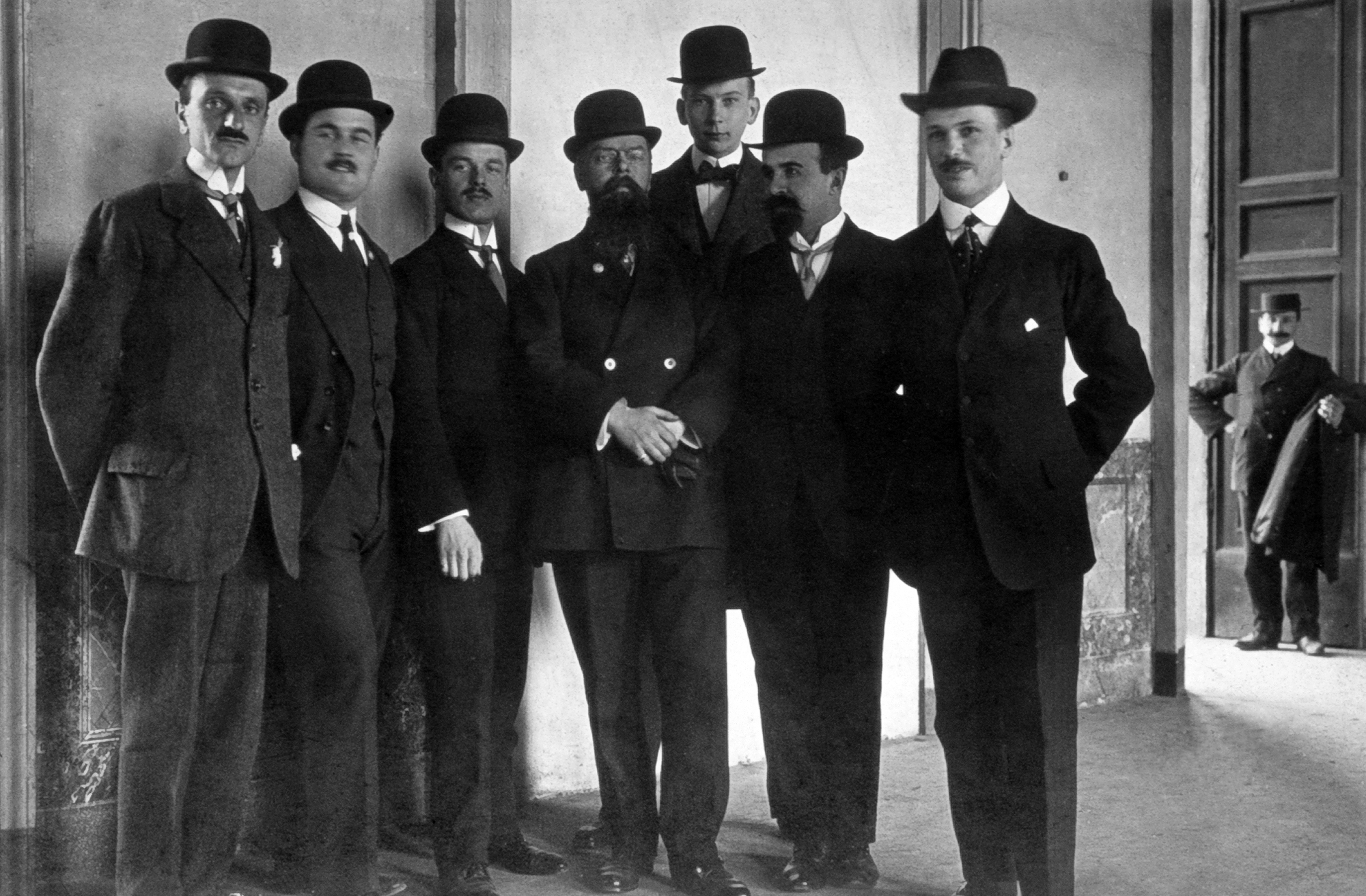
جورجو موجانی جوان در سال ۱۹۱۲ با برخی از بنیانگذاران و مدیران اینتر (از چپ: پارامیتیوتی، موجانی، هوگو ریتمن، هیرتزل، باخ، آنسباچر، گلوکنر و در سمت راست مکس ریتمن.)

پس از بازگشت به ایتالیا، موجانی به عضویت میلان درآمد و منشی این تیم شد، اما با جانینو کامپریو رئیس وقت باشگاه میلان، بر سر استفاده از بازیکنان خارجی دچار اختلاف نظر شد. در نتیجه، موجانی به همراه ۴۳ عضو مخالف دیگر (در مجموع چهل و چهار نفر) که اعتقاد به برابری و برادری و استفاده از بازیکنان خارجی داشتند از این باشگاه جدا شدند و در ۹ مارس ۱۹۰۸ در رستوران اورولوجو و طی یک جلسه رسمی، باشگاهی را با عنوان «باشگاه فوتبال اینترناتزیوناله-میلانو» تأسیس کردند. نشان باشگاه را نیز موجانی و با الهام از نماد باشگاه‌های انگلیسی طراحی کرد. هنگام ایجاد نشان باشگاه، او رنگ‌های آبی و مشکی را انتخاب کرد زیرا در آن روزها آنها تنها رنگ‌هایی بودند که در پالت در دسترس او بودند. به این ترتیب و به صورت غیرمستقیم، رنگ‌های پیراهن باشگاه نیز آبی و مشکی انتخاب شد. وی همچنین اساسنامه تأسیس را تنظیم و خود را به عنوان منشی باشگاه جدید منصوب کرد.
در سال ۱۹۱۴، به درخواست بنیتو موسولینی، روزنامه‌نگار جوان، سرکلید روزنامه «Il Popolo d'Italia» را طراحی کرد، مدلی گرافیکی که بیشتر روزنامه‌های دیگر بعداً با آن مطابقت کردند.
حس تجاری او که هرگز از رگه هنری و خلاقانه اش جدا نشد، او را به یک پیشگام خارق‌العاده در طراحی پوستر و تصویرسازی تبلیغاتی در ایتالیا تبدیل کرد. «کمپین‌های تبلیغاتی» Cinzano ،Pirelli ,Società di Navigazione ,SNOM (la futura AGIP) ،Rinascente ,Martini (۱۹۲۱) ،Biscotti Lazzaroni (۱۹۲۸) Moto Guzzi (۱۹۱۷) ،Recoaro و Hair Coloring Tonic تنها برخی از معروف‌ترین کارهای او هستند.
او فقط پنجاه و یک سال داشت که در اثر یک بیماری ناگهانی در لینو در دریاچه کومو درگذشت، جایی که در تابستان ۱۹۳۸ با خانواده خود در تعطیلات بود. مراسم تشییع جنازه در همان منطقه کومو با مشارکت گسترده مردم انجام شد. از آن زمان، موجانی در قبرستان محلی آرام گرفته‌است.
در ۲ نوامبر ۲۰۱۰، نام جورجو موجانی به همراه نام مؤسس و بنیانگذار اصلی آ.ث. میلان هربرت کیلپین، در قبرستان یادبود میلان ثبت شد.

## داور فوتبال
رئیس کمیته داوران ایتالیا جووانی مائورو، در سال ۱۹۲۸ برای فعالیت داوری انجام شده در دهه ۱۹۲۰، به موجانی نشان افتخاری «داور شایسته» را اعطا کرد.